# ماري كيروز

الأخت ماري كيروز (ولدت في 1963) هي المرتلة لموسيقي الكنيسة الشرقية، وهي أيضاً عضو في جماعة الأخَوات الباسيلية ورئيس-موْسس المعهد الوطني للموسيقى المقدسة في باريس.

## سيرة ذاتية
ولدت في دير الأحمر في لبنان، على مقربة من المدينة الرومانية القديمة من مدينة بعلبك. ترعرعت في الكنيسة المارونية، ولكن كونها من الروم الملكيين من خلال جماعتها الدينية، نذرت نفسها في كنيسة الروم الملكيين الكاثوليكية. منذ سن مبكرة، أجرت عدة تخصصات دراسية في وقت واحد، وحصلت على شهادة الدكتوراه المشتركة في علم الموسيقى والأنثروبولوجيا من جامعة السوربون في عام 1991. وقد جمعت مجموعة متنوعة من الأناشيد «الشرقية» المسيحية، معظمها مُدون باللغة اليونانية، السريانية، والمخطوطات العربية و من خلال التقليد الشفهي.
عند وصول ألبومها الأول Chant byzantin أو الانشوده البيزنطية أوروبا في عام 1989، قام بإدهاش الجميع. ليس فقط بالمُحتوي الواضح القديم الذي يمثله، ولكن أيضا بسبب براعتها الخاصة، وجود قدرة كبيرة على غناء فترات كبيرة في ازدهار سريع والتي يصعب على معظم المطربين استنساخه. يتراوح مُحتواها من الموسيقى الصوتية العربية الكلاسيكية إلي السوبرانو الأوبرالي الغربي الكلاسيكي.
بصدد إنتاج الترانيم المختلفة المارونية، الترانيم المِلكية، ترانيم الميلانو، وحتى ترانيم التقويم الغريغوري السائدة، كانت بمرافقة فرقة L'Ensemble de la Paix أو هيئة السلام، وهي مجموعة صغيرة من العازفين العرب التي كانت تقودها.
ماري كيروز هي مؤسسة L'Institut International de Chant Sacré أو (المعهد الدولي للترانيم المقدسة) في باريس، والذي يعزز البحث في الأغاني المقدسة القديمة. وقد كتبت أيضا العديد من الكتب.

## روابط خارجية
- ماري كيروز على موقع ميوزك برينز (الإنجليزية)
- ماري كيروز على موقع أول ميوزيك (الإنجليزية)
- ماري كيروز على موقع ديسكوغز (الإنجليزية)